# Ga Jamsillaru
Ga Jamsillaru (Tiếng Hàn: 잠실나루역, Hanja: 蠶室나루驛) là một ga trên Tuyến tàu điện ngầm Seoul số 2. Nó nằm ở Sincheon-dong, Songpa-gu, Seoul. Đây là ga tàu điện ngầm gần Trung tâm Y tế Asan nhất.
Nhà ga được đổi tên từ "Seongnae" để tránh nhầm lẫn với nhà ga Songnae.

## Lịch sử
- 28 tháng 5 năm 1980: Tên ga được quyết định là Ga Seongnae[3]
- 31 tháng 10 năm 1980: Hoạt động kinh doanh bắt đầu với việc khai trương Tàu điện ngầm Seoul tuyến 2 đoạn Sinseol-dong ~ Khu liên hợp thể thao
- 27 tháng 5 năm 2010: Đổi thành Ga Jamsillaru[4]

## Bố trí ga
| Gangbyeon ↑   |
| \| Vòng ngoài |
| ↓ Jamsil      |

| Vòng ngoài | ●Tuyến 2 | ← Hướng đi Đại học Konkuk · Seongsu · Wangsimni · Tòa thị chính |
| Vòng trong | ●Tuyến 2 | → Hướng đi Jamsil · Samseong · Gangnam →                        |

## Lối ra
- Lối ra 1: Trường trung học Jamsil, Trung tâm y tế Asan, chung cư Jamsil Parkrio.
- Lối ra 2: Chung cư Miseong, Chung cư Jinju.
- Lối ra 3: Văn phòng Quận Songpa.
- Lối ra 4: Chung cư Jangmi.